# Leffe (bière)
Pour les articles homonymes, voir Leffe.

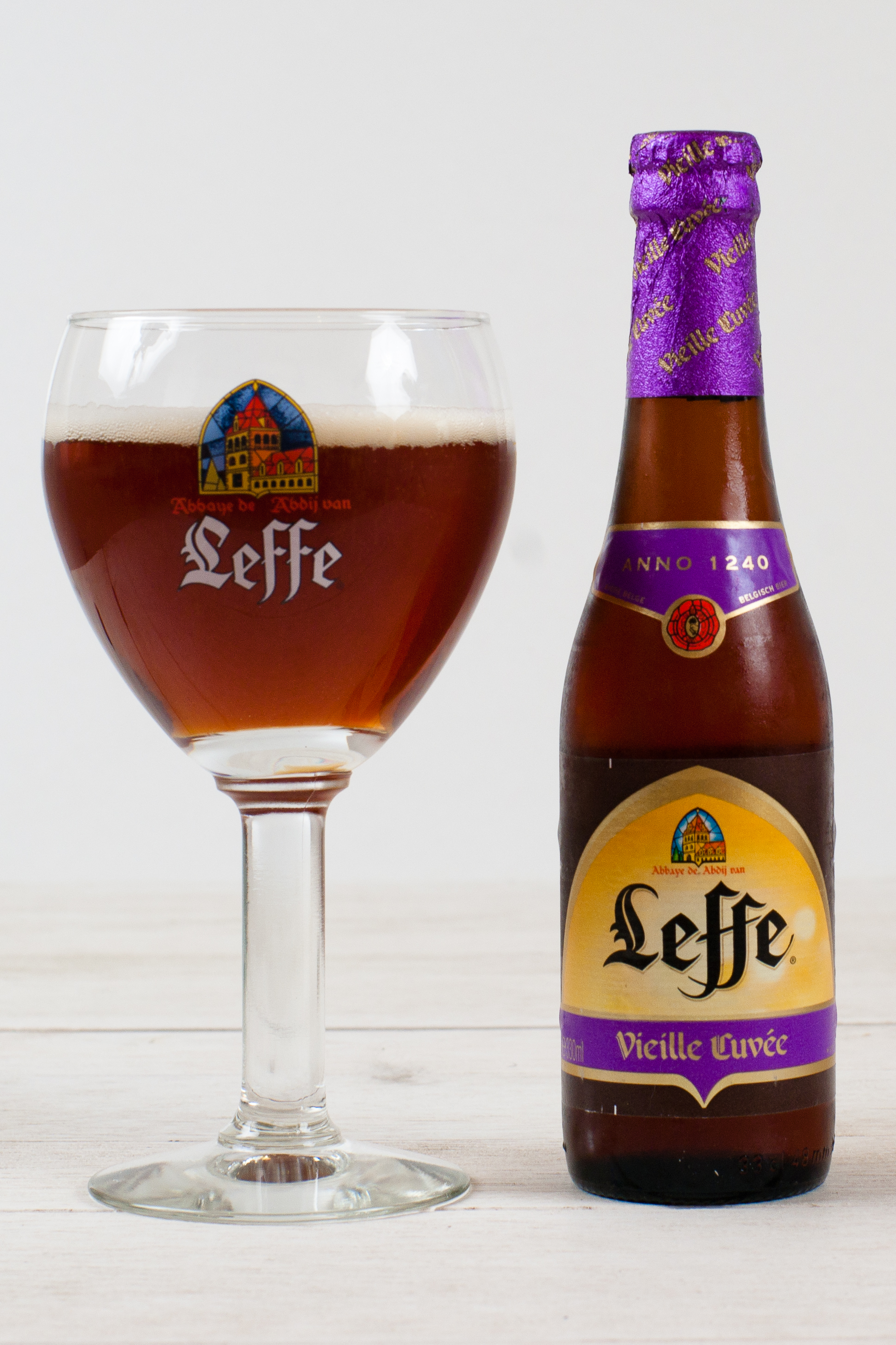
Leffe vieille cuvée.

La Leffe ou Abbaye de Leffe est une bière belge d'Abbaye reconnue, produite par la brasserie Artois à Louvain (groupe brassicole AB InBev) et faisant référence à l'abbaye Notre-Dame de Leffe où elle n'est plus brassée depuis la dissolution de la communauté prémontré à la fin du XVIIIe siècle.

## Histoire
Du nom de l'abbaye de Leffe située dans la commune de Dinant en Belgique (à ne pas confondre avec Neffe qui est sur l'autre rive) dans la vallée de la Meuse, la bière de Leffe fait partie de la variété des bières d'abbaye.
Les chanoines prémontrés, installés à Leffe depuis 1152, achètent en 1240 au clerc Gossuin et en présence des échevins de Dinant,, divers biens dont une brasserie . Au Moyen Âge, dans l'impossibilité de vérifier si l'eau de source est saine, les moines trouvent dans la fabrication de bière un moyen précieux d'échapper aux épidémies (grâce au processus assainissant de la fermentation) et, rapidement, le moulin et sa brasserie sont transférés dans l'enceinte même de l'abbaye.
À la suite de la destruction de la brasserie pendant la Révolution française, la production de bière s'arrête. En 1952, le brasseur Lootvoet obtient les droits de licence pour produire la bière de Leffe. En 1955, cette brasserie est rachetée par Stella Artois. En 1975, elle ferme, et toute la production est transférée à la Brasserie Grade de Mont-Saint-Guibert – plus tard, nommée brasserie Saint Guibert.
En 1975, la production s'élevait à 18 000 hl par an. Dans les années 1980, la notoriété de la marque Leffe bondit en France, en partie grâce à une campagne de publicité audacieuse avec la publication, le 21 avril 1983, dans le journal Le Monde, d'une page de publicité en latin. Quand Saint Guibert ferme le 30 juin 1996, la production s'élevait à plus de 300 000 hl. Elle part ensuite à Louvain. 
La bière de Leffe fait aujourd'hui partie du groupe AB InBev et elle est toujours brassée en Belgique à Louvain (brasserie Artois). Quant aux fondateurs, les chanoines prémontrés, ils sont toujours présents dans l'Abbaye de Leffe, dans six abbayes en Belgique et deux en France.
En 2022, la Leff ne sera plus brassé en Russie.

## Les variétés
On distingue :

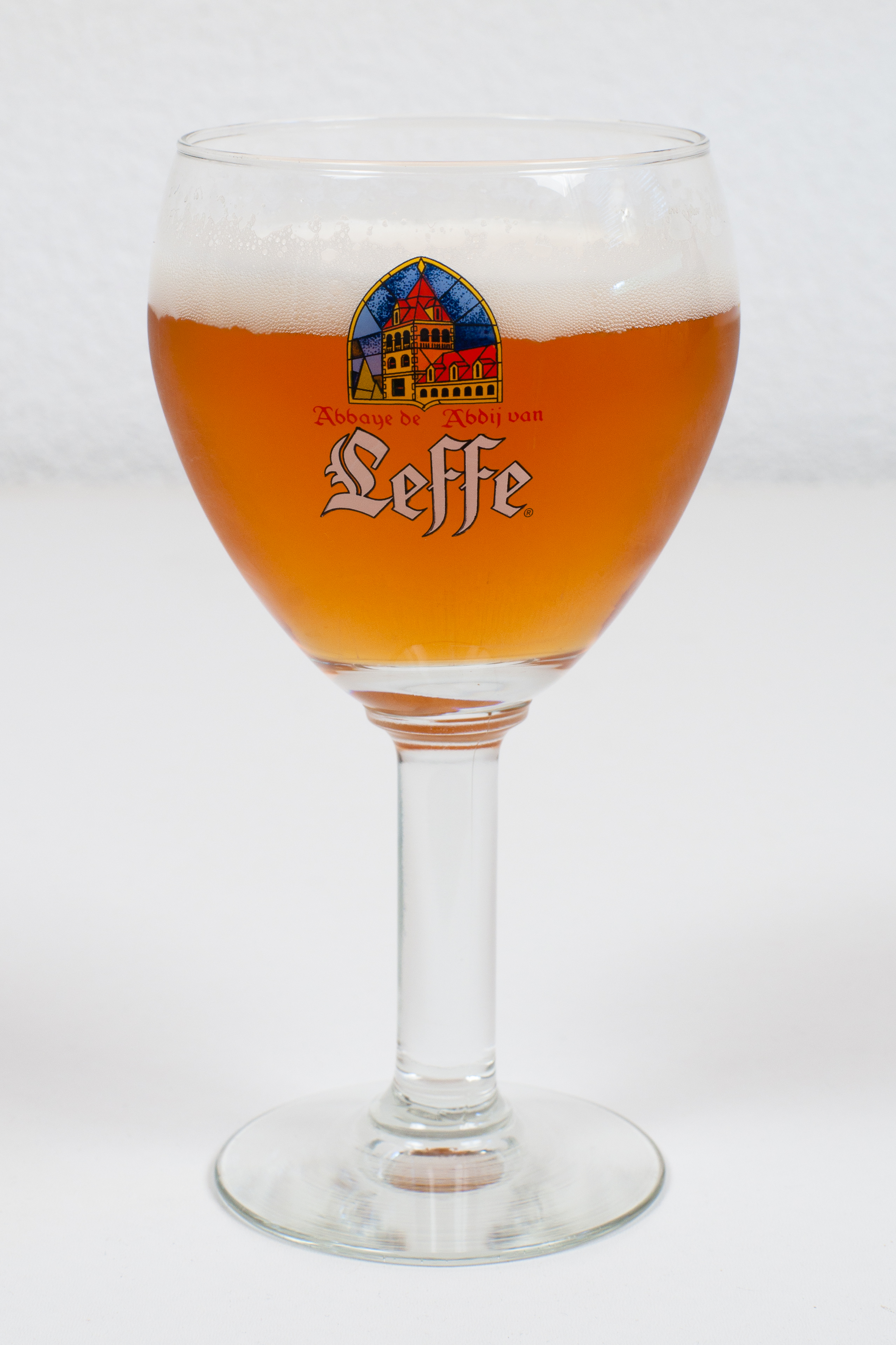
Leffe blonde.

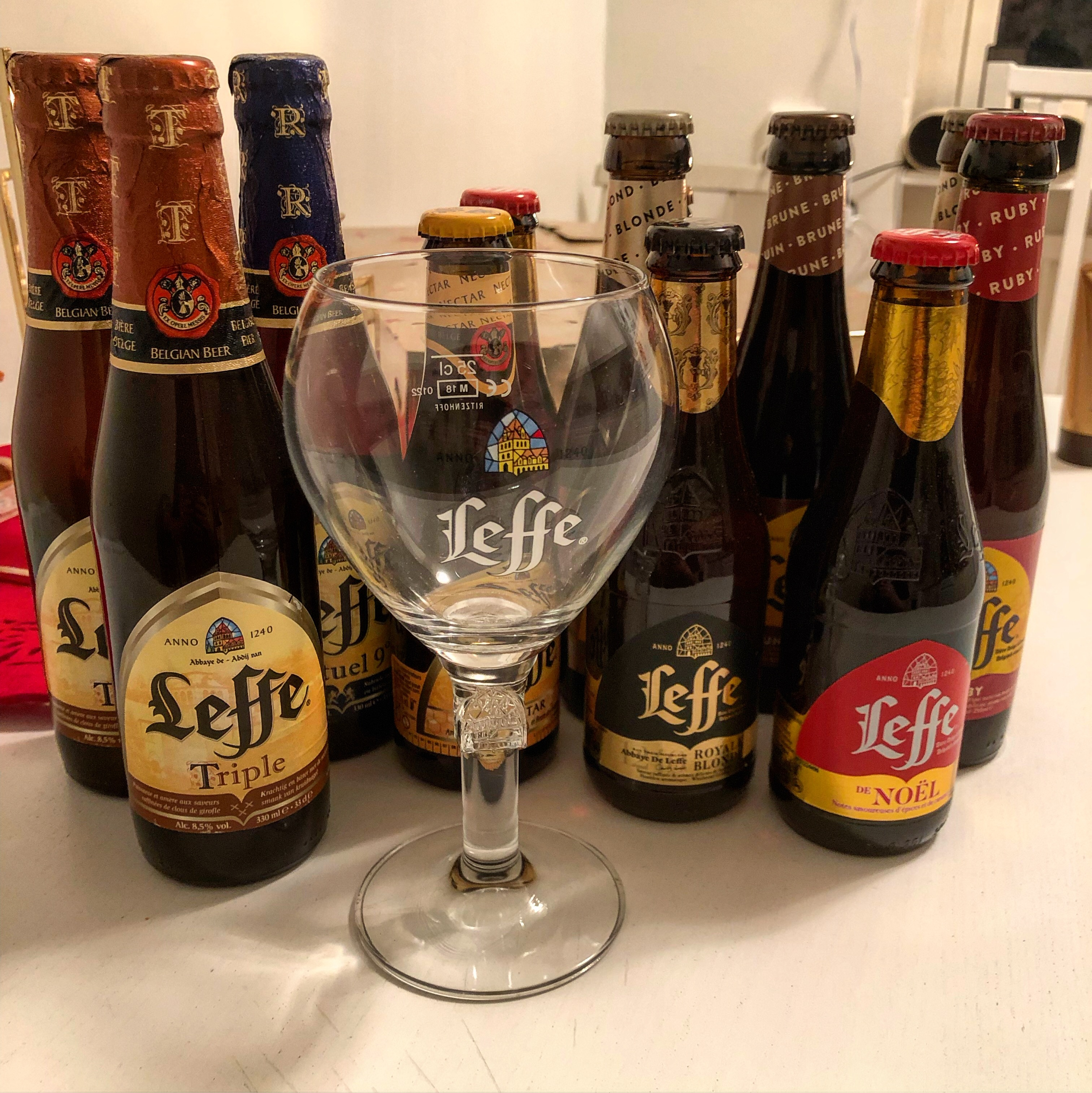
Leffe variétés.

- la Leffe Brune (6,5 %), produite depuis 1952 ;
- la Leffe Triple (8,5 %), produite depuis 1954 ;
- la Leffe Vieille Cuvée (8,2 %), produite depuis 1956 ;
- la Leffe Blonde (6,6 %), produite depuis 1967 ;
- la Leffe Radieuse (8,2 %), produite depuis 1973 ;
- la Leffe Rituel 9° (9 %), produite depuis 2006 ;
- la Leffe de Noël (6,6 %), produite depuis 2008 ;
- la Leffe Ruby (5 %), produite depuis 2011 ;
- la Leffe Printemps (6,6 %), produite depuis 2011 ;
- la Leffe Nectar (au miel) (5,5 %), produite depuis 2012 ;
- la Leffe Royale (7,5 %), produite depuis 2012 ;
- la Leffe Royale Whitbread Golding (7,5 %), produite depuis 2015 ;
- la Leffe Royale Mapuche (7,5 %), produite depuis 2015 ;
- la Leffe Royale Cascade IPA (7,5 %), produite depuis 2015 ;
- la Leffe Royale Mount Hood (7,5 %), produite depuis 2015 ;
- la Leffe des vignes (5 %) produite depuis 2015 ;
- la Leffe Royale Crystal (7,5 %), produite depuis 2016 ;
- la Leffe Royale Ella (7,5 %), produite depuis 2017 en quantité limitée ;
- la Leffe Caractère (9 %), produite depuis 2017 en quantité limitée (50 000 exemplaires, une seule fois) ;
- la Leffe Ambrée (6,6 %), produite depuis 2018 ;
- la Leffe d'Été (5,2 %), produite depuis 2018 en quantité limitée ;
- la Leffe Blonde 0.0 (0.0 %), version désalcolisée de la Leffe Blonde produite depuis 2019;
- la Leffe La Légère (5.0 %), version moins alcoolisée de la Leffe Blonde produite depuis 2020.